# Манорама (актриса, 1926)
Манорама (хинди मनोरमा), настоящее имя — Эрин Айзек Даниел (англ. Erin Isaac Daniel; 16 августа 1926, Лахор — 15 февраля 2008, Мумбаи) — индийская актриса-комик, снимавшаяся в фильмах на хинди. За свою карьеру снялась в свыше 145 фильмах. Наиболее известна по роли злой тёти Каушальи с комическими чертами характера в фильме «Зита и Гита».

## Биография
Родилась 16 августа 1926 года в Лахоре в семье ирландки и индуса-христианина, работавшего профессором в колледже. В кино дебютировала в год рождения с крохотной эпизодической ролью маленькой грудной девочки под именем Бэби Ирис.
В следующий раз появилась на экранах в фильме «Khazanchi» 1941 года уже под псевдонимом Манорама. После этого стала играть ведущие роли и была одной из самых высокооплачиваемых актрис в Лахоре.
В 1947 году, после раздела Британской Индии, вместе с мужем, продюсером Раджем Хаксаром мигрировала в Бомбей, где стала играть роли роковых женщин. У супругов была дочь Рита Ахтар, которая сыграла в нескольких фильмах прежде чем бесследно исчезнуть.
В 1992 году после роли в фильме Junoon Махеша Бхатта перестала сниматься в кино и перешла на сериалы.
После смерти мужа материальное положение актрисы резко ухудшилось, она потеряла дом и некоторое время ночевала на улице. Вернуть крышу над головой ей помогла роль в фильме «Вода» Дипы Мехты, которая вместо платы купила ей небольшой домик в районе Чаркоп.
Манорама также была единственной из актёров фильма, кто не был сменён после того как съёмки были отложены на пять лет.
В 2007 году Манорама перенесла инсульт, задевший речевой центр, из-за чего речь стала невнятная. Она хотела полностью восстановить здоровье, но второй, более мощный инсульт полностью парализовал актрису.
Скончалась 15 февраля 2008 года в госпитале города Мумбаи. Она была похоронена на кладбище неподалёку от её дома, на похороны пришло только четыре человека.

## Фильмография
- 1948 — Честь
- 1955 — Бубенчики на щиколотках звенят
- 1962 — Льготный билет
- 1963 — Невестка
- 1963 — Позвольте мне жить
- 1964 — Второй шанс
- 1964 — Принц
- 1965 — Нила и Акаш
- 1966 — Миллион рупий
- 1966 — Нахал
- 1966 — Мои сны и твои мечты
- 1967 — Мечты о весне
- 1967 — Правда сильнее лжи
- 1968 — Два цветка
- 1970 — Святой грешник
- 1971 — Караван
- 1971 — Узоры хны на руках любимой
- 1972 — Дар Гомати
- 1972 — Зита и Гита — тётя Каушалья (дубл. Ольга Маркина).
- 1974 — Порочный змей
- 1974 — Расследование в Гоа
- 1975 — Бриллиантовое ожерелье
- 1975 — Золотой мир
- 1978 — Два путника
- 1978 — Любовь и стена
- 1981 — Колесница Бога
- 1981 — Мужество